# ルバング島
ルバング島（ルバングとう、英語: Lubang Island）は、フィリピン中部のミンドロ島北西沖にある、南シナ海に浮かぶ島である。ルバン島とも表記される。

## 概要
ルバング島とミンドロ島との間は、カラヴィテ水路で隔てられている。すぐ東にはルソン島のバタンガス州があり、マニラ市からは南西150kmと比較的近い位置にある。
長さ30km、幅10kmのルバング島は、4つの大きな島と数多くの小島からなるルバング諸島の最大の島である。東には丸い形のアンビル島 (Ambil)が、南東には細長いゴロ島 (Golo) が、北西には小さなカブラ島 (Cabra) がある。
ルバング島はミマロパ地方の西ミンドロ州に属し、ルバング (Lubang) とロオク (Looc) の二つの自治体からなる。ルバング町はルバング島西半分とカブラ島を管轄し、ルーク町はルバング島東半分とアンビル、ゴロ両島を管轄する。諸島には合わせて25のバランガイ（集落）がある。
生活のほとんどは、島を取り巻く海による漁業に依存しているが、白い砂の浜辺が続く美しい海岸線があることから、観光開発の期待も高まっている。
戦闘機紫電改搭乗員の菅野直が不時着した島としても知られる。

## 小野田少尉
この島の近年の歴史で、最も興味深いエピソードは、第二次世界大戦（大東亜戦争）の最後の日本軍投降兵、大日本帝国陸軍少尉の情報将校、小野田寛郎の一件である。
彼は、ミンドロ島にアメリカ軍が上陸し、ルソン島上陸も近い1944年（昭和19年）12月、「残置諜者」及び「遊撃指揮」の任を与えられ部下たちとともに、ルバング島に着任してゲリラ活動を行ったが、フィリピンが連合軍に制圧された後もジャングルに隠れ、日本の降伏を信じることを拒んで、部下たちとゲリラ戦を継続、その過程で島民や部下たちも死亡した。
1972年（昭和47年）に、彼の部下が地元警察に射殺されたことをきっかけに、彼の存在が知られるようになり、日本の青年鈴木紀夫の説得もあり、1974年（昭和49年）3月、元上官の任務解除命令を受け、フィリピン軍に降伏した。日本の降伏後29年が経過していた。
小野田少尉の潜んでいた洞窟や密林などは、現地の観光コースとなっており、観光ガイドも養成して、当時の様子を保存している。